# Turubamba
Turubamba ist ein Stadtteil von Quito und eine Parroquia urbana in der Verwaltungszone Quitumbe im Kanton Quito der ecuadorianischen Provinz Pichincha. Die Fläche beträgt etwa 17,4 km².

## Bevölkerungsentwicklung
Beim Zensus im Jahr 2010 lag die Einwohnerzahl bei 53.490. Für das Jahr 2019 wurde eine Einwohnerzahl von 66.070 prognostiziert.

## Lage
Die Parroquia Turubamba liegt im äußersten Süden von Quito 12,5 km südsüdwestlich vom Stadtzentrum auf einer Höhe von etwa 2975 m. Die Avenida Pedro Vicente Maldonado begrenzt das Areal im Westen. Im Osten umfasst das Verwaltungsgebiet einen mehr als 3100 m hohen Höhenrücken, über welchen die Avenida Simón Bolívar in Nord-Süd-Richtung führt.
Die Parroquia Turubamba grenzt im Westen an die Parroquia Guamaní, im Norden an die Parroquia Quitumbe, im Osten an die Parroquia rural Amaguaña sowie im Süden an die Parroquia Cutuglagua (Kanton Mejía).

## Barrios
In der Parroquia Turubamba gibt es folgende Barrios:
- Caupichu
- Ciudad Jardín
- Ciudadela Argentina
- La Bretaña
- San José de Guamaní
- San Juan de Turubamba
- Santo Tomás de Guamaní
- Venecia de Guamaní

## Infrastruktur
Das Gebiet weist neben Wohngebieten auch Industrieansiedlungen sowie noch unbebaute Grünflächen auf. Im Osten der Parroquia befindet sich auf einer Anhöhe der Parque Metropolitano del Sur. Im Nordwesten des Areals liegt das Krankenhaus "Centro de Salud Guamaní - Tipo C".